# Abraham Wessely
Abraham Wessely (6. november 1800 i København – 5. maj 1875) var en dansk dispachør og politiker.
Abraham Wessely var af jødisk slægt som søn af stadsmægler Moses Wessely (1761-1831) og Ficke født Wallich (1768-1844). Han gik 1810-17 i Metropolitanskolen, blev næste år student (privat dimitteret) og tog 1824 juridisk eksamen og 1830 dispachøreksamen. 1831 lod han sig døbe og blev samme år dispachør i København. Wessely sluttede sig tidlig til den frisindede bevægelse, skrev i Kjøbenhavnsposten og tog ivrig del i Trykkefrihedsselskabet. Han var 1839 medstifter af dagbladet  Fædrelandet og medudgiver indtil juni 1841; han skrev dog endnu i en lang årrække derefter artikler om finans- og pengeforhold (under mærket A. W.). 1850 var Wessely medlem af det udvalg, der udarbejdede statutter for Østifternes Kreditforening, 1853 medindbyder til Kjøbenhavns Laanebank og 1857 medstifter af Bikuben og medlem af bestyrelsen indtil 1860; han tog også del i forarbejderne til Dansk Arbejderbanks oprettelse. Endvidere fik han 1855 sæde i kommissionen om brandvæsenet på landet.
Wessely søgte 1848 forgæves valg til Den grundlovgivende Rigsforsamling, men valgtes 1849 til Landstinget for 3. Kreds (Sydsjælland). Han vragedes her ved det nye valg 1853, men valgtes derimod i København og genvalgtes lige indtil juni 1866; da han ved en forsømmelse ikke var bleven optagen på listen over de valgbare, kunne han ikke blive genvalgt til det sidste landsting under junigrundloven. Derimod sad han 1864-66 i Rigsrådets Landsting. Han tog en ret betydelig del i forhandlingerne om alskens finansielle og økonomiske spørgsmål, samt særlig om forhold vedrørende København, og fik som regel sæde både i finansudvalget og i andre vigtige udvalg, der behandlede forslag af den ovennævnte art. Han hørte til det nationalliberale parti og vel at mærke til dets udpræget frisindede fløj; han talte således 1852 skarpt imod loven om sogne- og amtsråds sammensætning, særlig mod den dobbelte valgret, der tilstedes de højstbeskattede vælgere. Tidlig udtalte han sin mistillid til Bluhmes ministerium, stemte 1853 alene imod toldgrænsens flytning og var blandt de 45, der stemte imod arvefølgeloven. Ligeledes stemte han 1855 imod grundlovens indskrænkning og fællesforfatningen og dadlede stærkt dennes ordning af finansbevillingen. Derimod billigede han dens forslag om forholdstalsvalgmåden; han havde også allerede 1850 foreslået, at et mindretal på 10 medlemmer skulde have ret til at vælge i medlem til et udvalg på fem, og stærkt fremhævet mindretallets betydning for det konstitutionelle liv. Han holdt strengt på finansiel korrekthed, fordømte afgjort tanken om en provisorisk finanslov, men misbilligede lige så vel Folketingets tilløb til at fortolke lønningslove gennem finansloven og hævdede bestemt Landstingets ligeberettigelse. 1851-56 var han statsrevisor, valgt af Landstinget, og formand for den samlede statsrevision; 1854-66 var han medlem af rigsretten og således en af dommerne i rigsretssagen 1855-56.
Wessely døde ugift.